# Jiangshan (socken i Kina)
Jiangshan (kinesiska: 江山, 江山乡) är en socken i Kina. Den ligger i provinsen Zhejiang, i den östra delen av landet, omkring 300 kilometer söder om provinshuvudstaden Hangzhou.
Genomsnittlig årsnederbörd är 2 019 millimeter. Den regnigaste månaden är juni, med i genomsnitt 275 mm nederbörd, och den torraste är januari, med 66 mm nederbörd.